# Comunità ebraica di Ivrea
La comunità ebraica di Ivrea è attestata sin dal XV secolo.

## La storia
Agli inizi del Settecento, come nel resto del Piemonte, fu istituito il ghetto in via Palma (oggi via Quattro Martiri), a ridosso delle mura del castello. Dal censimento del 1761 sappiamo che vi vivevano 7 famiglie, 57 persone in tutto; tra di esse gli Jona e gli Olivetti. Dal 1799 al 1814 la comunità ebraica fu sotto la guida del Rabbino Capo Eliseo Graziado Pontremoli di Casale Monferrato. Nel 1801 una banda di briganti attaccò il ghetto; la popolazione lo difese grazie allo stratagemma di un contrattacco simulato dallo scalpitare fragoroso di cavalli, un evento che per anni continuò ad essere celebrato tra le mura del ghetto.
Con l'emancipazione del 1848 la comunità raggiunse la sua massima espansione (151 persone), contribuendo alla sviluppo industriale della città con l'industria fondata da Camillo Olivetti. A testimonianza del vigore della comunità ottocentesca sono la nuova sinagoga eretta in via Quattro Martiri nel 1870 e l'abbandono del vecchio cimitero a Porta Aosta con l'apertura di un nuovo cimitero in via Mulini. La comunità tuttavia subisce nel corso del Novecento un forte calo demografico, pur mantenendo una presenza in città. Recenti lavori di restauro dal 1985 hanno contribuito a preservare l'edificio della sinagoga.